# Fernmeldesystem des Bundesheeres
Das Fernmeldesystem des Österreichischen Bundesheeres (FMSys ÖBH) fasst die Kommunikationssysteme des ÖBH zusammen und bildet damit das Nachrichtenwesen der Österreichischen Streitkräfte.
Das FMSys ÖBH besteht aus drahtgebundener und drahtloser Daten- und Fernsprechkommunikation. Im Unterschied zu anderen europäischen Streitkräften spielt die drahtgebundene Kommunikation und territoriale Richtfunkkommunikation in Österreich noch eine große Rolle.
Das FMSysÖBH wird in Analogie zu internationalen Strukturen wie folgt unterteilt:
- ortsfestes Fernmeldesystem (ofFMSys)
- verlegbares Fernmeldesystem (vlgbFMSys)
- mobiles Fernmeldesystem (mblFMSys)

## Ortsfestes Fernmeldesystem
Das ofFMSys wird – da es hauptsächlich mit ziviler Technologie ausgeführt ist – in einem permanenten Vorgang den technischen Anforderungen angepasst.
Bis in die 1980er Jahre operierte das ÖBH vor allem mit drahtgebundener analoger Fernsprechkommunikation.
1990 wurde die sogenannte Integrierte Fernmeldeinfrastruktur IFMIN eingeführt, die bis 2020 durch zivile Kommunikationstechnik erweitert wurde.
Weiters erfolgte der Tausch der Router und die Leistungssteigerung des ortsfesten Richtfunksystems auf Übertragungsraten mit bis zu 800 MBit/s.
Seit 2020 erfolgt auch die Ablöse des Nebenstellenverbundes Österreich (NVÖ), d. h. alle Vermittlungen in den militärischen Liegenschaften, durch einen modernen Telekommunikationsverbund.

## Mobiles Fernmeldesystem
Für die drahtlose Kommunikation wurde im ÖBH das VHF-Funkgerät AN/PCR-77 in den 1960er-Jahren eingeführt. Später folgte in den 1970er Jahren das KFF-31/32/33-0.
Ab 2008 wurde im mblFMSys mit der Hauptkomponente Truppenfunksystem, beginnend mit der Einführung des Truppenfunksystems CONRAD (Combat Net Radio), die wesentlichste Fähigkeit der Sprach- und Datenfunkkommunikation auf taktischer Führungsebene umgesetzt.
Die Erneuerung des Kurzwellenfunksystems erfolgt aufgrund technischer Probleme und finanziellen Einschränkungen zeitlich verzögert. Zahlreiche andere Funkanwendungen erfordern einen Austausch bzw. eine Harmonisierung, wobei die Einführung des TETRA-Funksystems der Behörden und Organisationen mit Sicherheitsaufgaben BOS-Netz AUSTRIA und das Soldatenfunkgerät – im ÖBH auch als Gruppenfunkgerät bezeichnet – zu einer deutlichen Leistungssteigerung beigetragen haben.

## Verlegbares Fernmeldesystem
Mit dem neuen digitalen Tactical Communication Network (TCN) im Jahr 2024 wird das verlegbare FMSys IFMIN als Ganzes abgelöst. Das verlegbare und mobile FMSys muss aufgrund der Arbeitskapazität in Planung, Bereitstellung, Technik, Logistik und Ausbildung sowie des verfügbaren Budgets asynchron erneuert werden. Für den Vorgang der Erneuerung des gesamten FMSys sind zwei Jahrzehnte geplant.